# عزة رشاد (روائية)
عزة رشاد هي طبيبة مصرية وروائية من مواليد عام 1961، حصلت علي بكالريوس الطب والجراحة، ودبلوم التخصص في طب الأطفال.

## السيرة الذاتية
عزة رشاد هي كاتبة مصرية أخصائية أطفال بمستشفيات وزارة الصحة.

## الأعمال

### المجموعات القصصية
- أحب نورا.. أكره نورهان (دار شرقيات للنشر والتوزيع- 1 يناير عام 2005).
- نصف ضوء (دار هن- عام 2010).
- بنات أحلامى (دار أخبار اليوم السلسلة: السلسة الثقافية- 30 أكتوبر عام 2013).[2][3][4][5]

### الروايات
- ذاكرة التيه (دار ميريت: مكتبة الأسرة-1 يناير 2003).[1][6]
- شجرة اللبخ (الكتب خان- 1 يناير عام 2015): تتحدث الرواية عن عالم ريفي صغير متكامل من ناحية وهو من ناحية أخرى عالم يرسم شخصية معينة هي شخصية رضوان بيه البلبيسي سيد “درب السوالمة” الذي يشكل يدا حديدية بطاشة من ناحية ومنقذا ومخلصا وحاميا لكثير من هؤلاء القرويين الفقراء الذين يعيشون في ظله. انهم منبع لثروته لكنهم أو كثيرين منهم يتوهمون انهم يعيشون في نعيمه وينعمون بفضله وعطفه، وهو أيضًا قادر بسهولة على أن يظهر بهاتين الصورتين.[7][8]

- حائط غاندي (كيان للنشر والتوزيع- 10 أبريل عام 2017).[9][10][11]

### الأشعار
- إليك تبوح ألحاني (مؤسسة الرحاب الحديثة- 1 ديسمبر 2004).[3]

## الجوائز
- حصلت مجموعتها القصصية (نصف ضوء) على جائزة الدولة التشجيعية الصادرة عن دار هن عام 2010.[12][13]